# Monda
Monda és un poble de la província de Màlaga (Andalusia), que pertany a la comarca de la Sierra de las Nieves.

## Història
Alguns historiadors situen aquí la cèlebre Batalla de Munda entre Juli César i Pompeu, però és pura especulació, a causa de la similitud del nom. El que sí que sembla cert és que amb l'entrada dels musulmans a la Península, les terres que avui configuren el municipi, es van integrar en el sistema defensiu de la Valle del Guadalhorce, mitjançant la construcció del seu castell. Després de la reconquesta de Màlaga per les tropes cristianes, Monda queda dintre de la seva jurisdicció i és nomenat alcalde Bartolomé Sepúlveda, respectant-se els béns dels musulmans en aquestes terres, com mudèjars. Aquesta situació de coexistència es va mantenir fins que, després de la rebel·lió morisca, van ser expulsats en el segle xvi.

## Monuments
Entre els monuments de Monda destaquen els següents: 
- Castell d'origen àrab, que en l'actualitat és un hotel.
- Monument del calvari.
- Font de la Jaula que antigament s'utilitzava com safareig.
- Església de Santiago Apostol, del segle xvii.
- Nombroses fonts que abasteixen al poble.
- Monument al carboner en la plaça de l'ermita.

## Gastronomia
- Sopa mondeña